# Felice Berardo
Felice Mario Lodovico Berardo (6. červenec 1888, Turín, Italské království – 12. prosinec 1956, Turín, Itálie) byl italský fotbalový záložník a také rozhodčí.
Pomohl k vzniku klubu Piemonte FC, kde také tři roky hrál. Poté přestoupil do tehdy silného klubu Pro Vercelli s jimiž vyhrál dva tituly v lize (1911/12, 1912/13). V roce 1914 odešel do Janova kde vyhrál třetí a poslední svůj titul (1914/15). Ve stejném roce byl zapleten do korupčního skandálu souvisejícího s pokusem o podplácení protihráče. Byl obviněn, že jednal jako prostředník u příležitosti trestného činu. Byl diskvalifikován a klub byl také potrestán. Po válce se vrátil do Turína a začal hrát za místní klub US Torinese. Od roku 1921 hrál za Turín FC, kde ukončil v roce 1924 kariéru.
Za reprezentaci odehrál 14 utkání a vstřelil 2 branky. První utkání odehrál 6. ledna 1911 proti Maďarsku (0:1). Byl na OH 1912.

## Hráčské úspěchy

### Klubové
- 3× vítěz italské ligy (1911/12, 1912/13, 1914/15)

### Reprezentační
- 1x na OH (1912)